# Kronenschnecken
Thiaridae (von Tiara, „Papstkrone“), zu deutsch auch Kronenschnecken genannt, sind eine Familie im Süßwasser lebender Schnecken der Ordnung Sorbeoconcha, die ihr Verbreitungsgebiet in tropischen Regionen haben. Es gibt etwa 110 bekannte rezente Arten, sowie eine Reihe bereits ausgestorbener Thiaridea-Spezies.

## Merkmale
Die kleinen bis mittelgroßen Schnecken haben ein schlankes bis kegelförmiges, meist nicht mehr als 4 cm langes, in der Regel gelbes bis rotbraunes Gehäuse, oft mit geflammter oder spiralig gebänderter Musterung. Durch die länglich spitze Form des Gehäuses ist der Apex bei diesen Schnecken oft abgenutzt. Die Ganglien des Nervensystems sind im Vergleich zu anderen Schneckengruppen stärker im Kopf konzentriert.

## Fortpflanzung

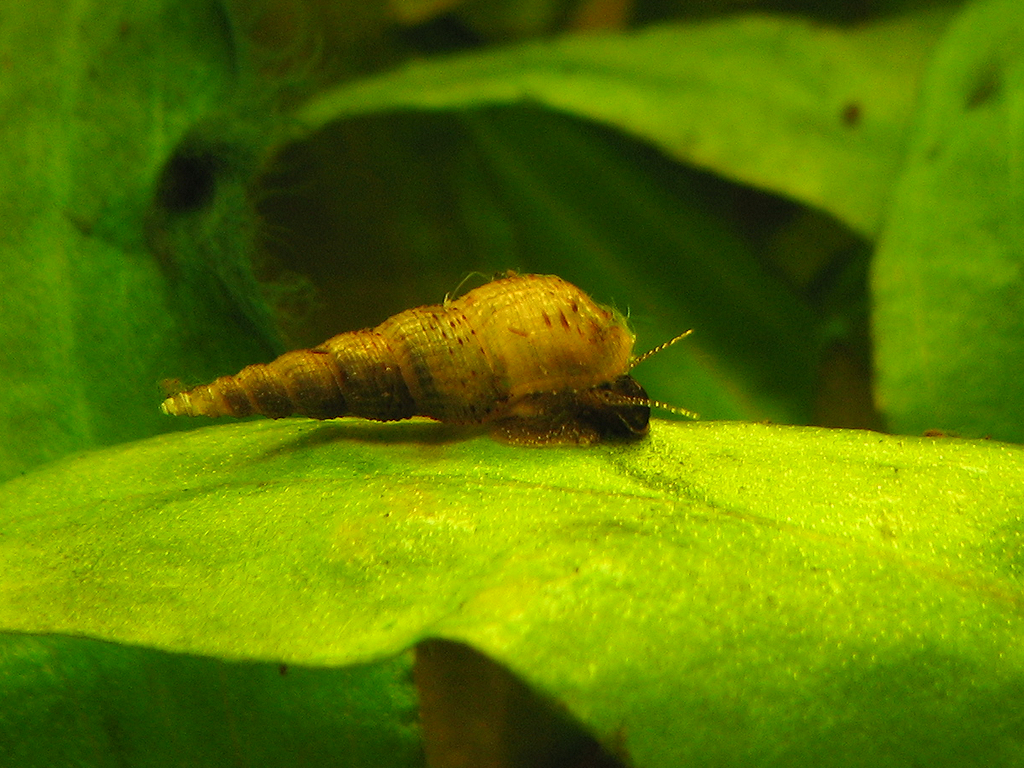
Melanoides tuberculatus, Malaysia

Kronenschnecken sind getrenntgeschlechtlich, doch pflanzen sich viele Arten dieser Familie parthenogenetisch fort, weshalb es bei diesen Arten nur Weibchen gibt. Hierbei entstehen die Nachkommen aus unbefruchteten Eizellen, so dass für die Fortpflanzung kein Männchen nötig ist. Eine Partnersuche ist also nicht nötig, der Vorgang der Fortpflanzung und somit der Verbreitung verläuft schneller als bei einer sexuellen Fortpflanzung. Darüber hinaus besitzen die Weibchen der Thiaridae einen speziellen Brutbeutel, in dem sie sowohl Eier als auch die sich entwickelnden Jungtiere bis zu deren Schlupf als fertig entwickelte, kleine Schnecken zurückhalten.

## Vorkommen und Verbreitung
Kronenschnecken sind in tropischen Flüssen und Seen in Mittelamerika, Südamerika, Afrika und Asien sowie auf den karibischen und pazifischen Inseln anzutreffen.

## Verwendung und Bedeutung für den Menschen

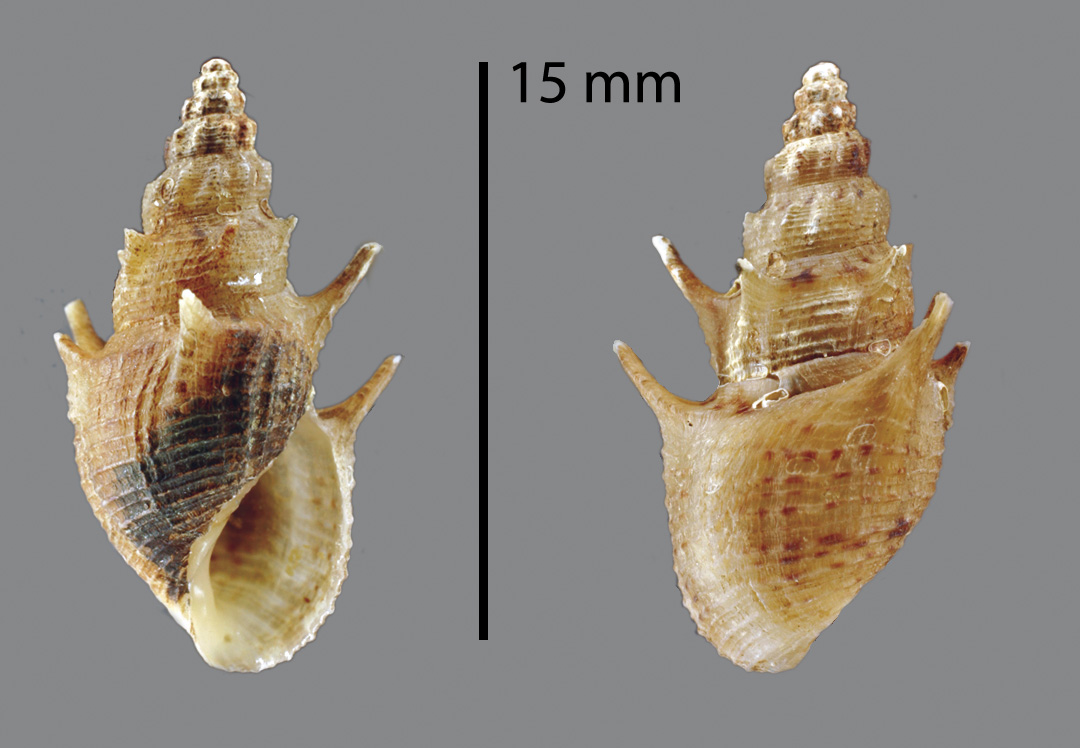
Mieniplotia scabra

Die in Süßgewässern des Indopazifikraums heimische Nadel-Kronenschnecke (Melanoides tuberculata) gehört zu den am meisten in Aquarien gehaltenen Schnecken. Sie wurde auf diesem Weg als invasive Art unter anderem in Gebiete am Golf von Mexiko eingeschleppt, wo sie als Zwischenwirt für verschiedene Saugwürmer auch als ein gesundheitliches Problem für den Menschen angesehen wird. Kronenschnecken sind auch Zwischenwirt für den bei Fischen parasitierenden Schuppenwurm Transversotrema patialense.

## Systematik

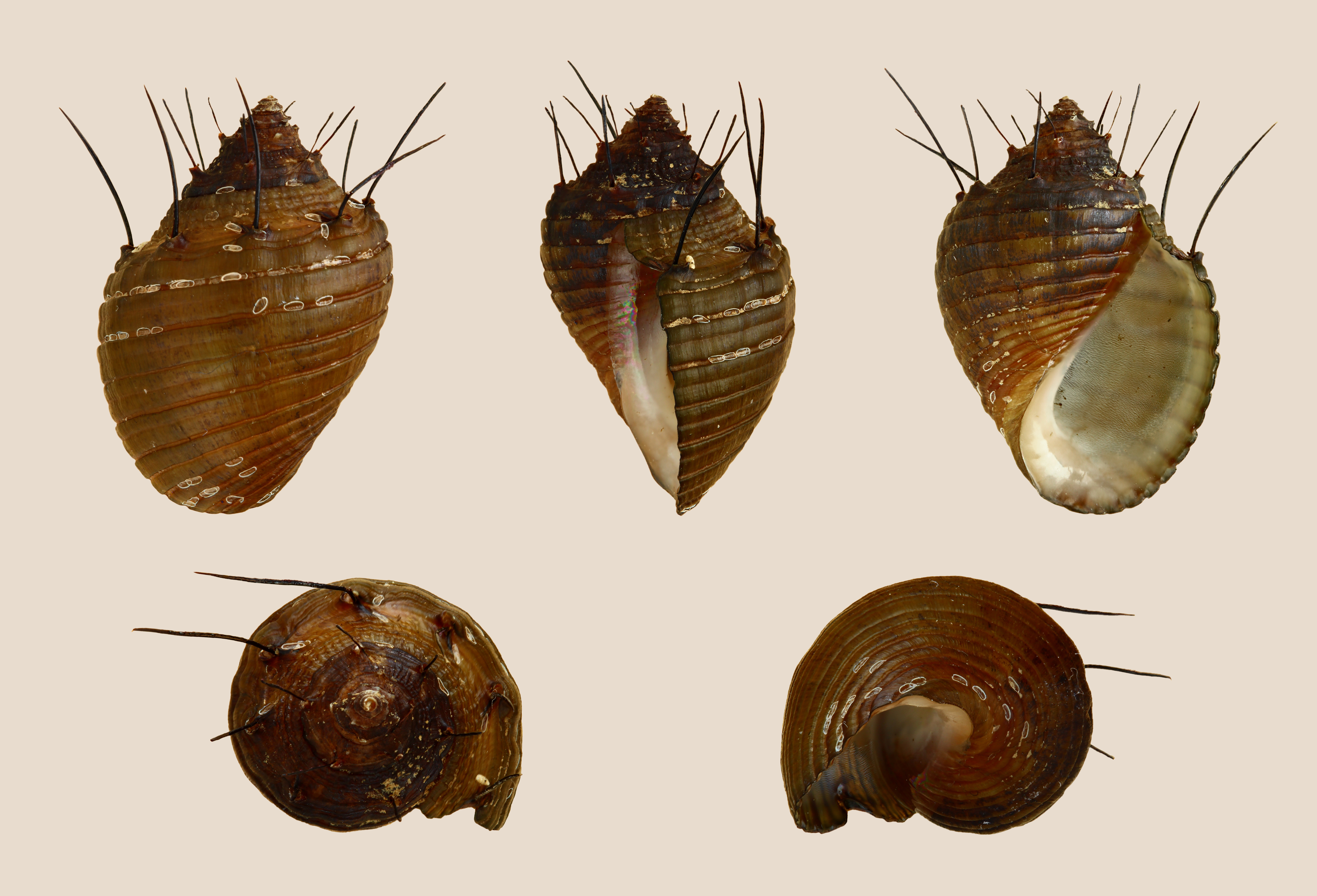
Thiara cancellata

Die Familie Thiaridae zählt, gemeinsam mit 29 weiteren Familien zur Überfamilie Cerithioidea, innerhalb der das Süßwasser wohl mehrmals vom Meer aus besiedelt wurde. Folgende Unterfamilien und Gattungen verzeichnete das World Register of Marine Species (Stand Februar 2023):
- †Brotiopsis K. Suzuki, 1943
- †Coptostylus F. Sandberger, 1872
- †Cornetia Munier-Chalmas, 1885
- †Ellinoria Van Damme & Pickford, 2003
- †Fijidoma J. P. E. Morrison, 1952
- †Hannatoma Olsson, 1931
- †Heynderycxia Van Damme & Pickford, 2003
- †Juramelanatria Bandel, 1991
- †Juramelanoides Bandel, 1991
- †Melabrina Stache, 1880
- †Melanotarebia Bandel & Kowalke, 1997
- †Pseudopyrgula Wenz, 1928
- †Ptychomelania Sacco, 1895
- †Sengoeria Harzhauser, Mandic, Büyükmeriç, Neubauer, Kadolsky & Landau, 2016
- †Sinomelania Yen, 1936
- †Siragimelania K. Suzuki, 1940

- Stomatopsinae Stache, 1889 †
  - †Megastomopsis Stache, 1889
  - †Stomatopsella  Stache, 1889
  - †Stomatopsis Stache, 1871
  - †Stomatopsoidea Stache, 1889 †

- Thiarinae  Gill, 1871 (1823)
  - Balanocochlis P. Fischer, 1885 (Süd- und Südostasien, westlicher Indopazifik)
  - Culenmelania Z.-X. Qian, J. Yang, Y. Lu & J. He, 2012
  - †Kumania Ota, 1960
  - Melanoides Olivier, 1804 (Afrika, Süd- und Südostasien, westlicher Indopazifik)
  - Mieniplotia Low & Tan, 2014
  - Neoradina Brandt, 1974
  - Plotiopsis Brot, 1874
  - Ripalania Iredale, 1943
  - Sermyla H. Adams & A. Adams, 1854 (Süd- und Südostasien)
  - Stenomelania P. Fischer, 1885 (Süd-, Südost- und Ostasien, Indopazifik)
  - Tarebia H. Adams & A. Adams, 1854 (Süd- und Südostasien, Indopazifik)
  - Thiara Röding, 1798 (Süd- und Südostasien, westlicher Indopazifik)

- †Yoshimonia  Ota, 1960